# ХИФК
ХИФК (на фински: Idrottsföreningen Kamraterna i Helsingfors или HIFK), ХИФК футбол или ИФК Хелзинкфорс е финландски футболен отбор от столицата Хелзинки. През сезон 2018 играе във висшата лига на Финландия – Вейкауслига. Играят домакинските си мачове на стадион Теля 5G Арена с капацитет 10 770 зрители. Основан през 1897 година.

## Успехи
- Вейкауслига: (Висша лига)
  -  Шампион (7): 1930, 1931, 1933, 1937, 1947, 1959, 1961
  -  Вицешампион (7): 1909, 1912, 1928, 1930, 1934, 1935, 1971
  -  Бронзов медалист (4): 1932, 1936, 1958, 1970
- Купа на Финландия:
  -  Финалист (1): 1959
- Купа на лигата:
  - 1/2 финалист (1): 2015
- Иконен: (2 ниво)
  -  Победител (2): 2014, 2018
- Каконен: (3 ниво)
  -  Победител (2): 2010, 2013